# Джон Свонтон
Джон Рід Свонтон (англ. John Reed Swanton; 19 лютого 1873 — 2 травня 1958) — американський антрополог, лінгвіст, ⁣фольклорист. Вивчав індіанців південного сходу та південного заходу США, їхні мови й культуру.

## Життєпис
Народився в Гардінері, штат Мен. Після смерті батька, Волтера Скотта Свонтона, Джона виховувала мати — Мері Олівія Вустер, бабуся та двоюрідна тітка. Зокрема від матері він запозичив м'яку вдачу і турботу справедливість. Цікавився творчістю Еммануїла Сведенборга. Зайнятися історією, зокрема антропологією, його надихнуло прочитання «Завоювання Мексики» Вільяма Х. Прескотта.
Відвідував місцеві школи, потім вступив до Гарвардського університету, здобувши ступінь бакалавра у 1896 році, ступінь магістра у 1897 році та ступінь доктора філософії у 1900 році. Наставником Свонтона в Гарварді був Фредерік Ворд Патнем, який відправив Джона вивчати лінгвістику до Франца Боаса в Колумбійському університеті.

## Професійна діяльність
Свонтон був одним із засновників Наукової асоціації Сведенборга у 1898 році, учасником Американської антропологічної асоціації в 1932 році та редактором їх головного антропологічного журналу (1911 рік; з 1921 року по 1923 рік). Також був членом американського фольклорного товариства, пізніше став його президентом (1909).
Через кілька місяців після отримання докторського ступеня в Гарварді Свонтон почав працювати в Бюро американської етнології Смітсонівського інституту у Вашингтоні, округ Колумбія, де продовжував свою кар'єру.
Свонтон спочатку проводив польову роботу на північному заході. На початку своєї кар'єри він працював переважно з тлінгітами та хайдами. Він підготував дві розлогі збірки історій і міфів про Хайду, а також транскрибував багато з них мовою Хайда. Ці транскрипції послужили основою для перекладу Робертом Брінгхерстом поезії міфологів Хайда Ская та Гандла. Свонтон провів із Хайдою приблизно рік.
Ще однією великою сферою дослідження були народи, що розмовляли маскогською мовою, у Техасі, Луїзіані та Оклахомі. Свонтон публікував багато матеріалів про народи крик, чикасо та чокто. Він також задокументував аналіз багатьох інших менш відомих груп, таких як білоксі, офо та туніка, остання з яких доповнила попередні роботи Альберта Семюеля Ґатшета. Він працював із носієм мови натчез Ваттом Семом і виступав на користь включення мови натчез до маскогської мовної групи.
Свонтон написав роботи, включаючи часткові словники, дослідження мовних зв'язків, збірки історій місцевих жителів та дослідження соціальної організації. Він працював з Ернестом Гоуджем, криком, який записав велику кількість традиційних історій на прохання Свонтона, однак вони не були опубліковані. Свонтон також працював із Каддо та коротко опублікував інформацію про систему Кіпу інків.

## Особисте життя
Свонтон одружився з Еліс М. Барнард 16 грудня 1903 року, з якою мав трьох дітей: Мері Еліс Свонтон, Джона Ріда Свонтона-молодшого та Генрі Аллена Свонтона.
Помер у Ньютоні, штат Массачусетс 2 травня 1958 року у віці 85 років.